# Phyllanthus myrtilloides
Phyllanthus myrtilloides là một loài thực vật có hoa trong họ Diệp hạ châu. Loài này được Griseb. miêu tả khoa học đầu tiên năm 1860.